# Майдан Магдебурзького права (Рівне)
Майда́н Магдебурзького права — площа у місті Рівне. Майдан Магдебурзького права розташований на парній стороні вулиці Соборної, від нього беруть свій початок вулиці Петра Полтави та Квітки-Основ'яненка.
На майдані розташовані пам'ятник борцям за волю України, а також будівля Рівненської міської ради та її виконавчого комітету (формально її адреса — вул. Соборна, 12а).

## Історія
В часи радянської окупації майдан мав назву площа Миколи Кузнєцова. В 1961 тут було встановлено пам'ятник радянському диверсанту-розвіднику, чекісту Кузнєцову.
Вже в добу незалежності, у 1993 році, з нагоди 500-річчя надання Рівному магдебурзького права відбулася міжнародна науково-практична конференція «Актуальні проблеми розвитку міст і міського самоуправління: історія і сучасність», організована міською радою. Площу Миколи Кузнєцова було перейменовано на майдан Магдебурзького права. До цієї знаменної події було випущено спеціальну пам'ятну медаль, а також сувенірний пам'ятний ключ. Пам'ятник чекісту було демонтовано у 1994 році, натомість встановлено пам'ятник Борцям за волю України.